# Lava-Ströme
Lava-Ströme (Lavaströmmar), op. 74, är en vals av Johann Strauss den yngre. Den spelades första gången den 29 januari 1850 i Sofiensaal i Wien. Valsen beskriver rent musikaliskt ett vulkanutbrott. 

## Historia
Efter Johann Strauss den äldres död i september 1849 övertog äldste sonen Johann Strauss den yngre hans position som ledare för Wiens musikliv. 1850 anordnade Strauss festivalen "Ball im Vesuvius" (Bal i Vesuvius) i Sofiensaal och dekorerade lokalen därefter. Vid den tiden var ämnet högaktuellt; i januari 1850 rapporterade tidningarna att vulkanen Vesuvius på kanten av Neapelbukten hade blivit aktiv och ett utbrott med förödande konsekvenser var att frukta. För denna bal skrev den unge Strauss sin vals med titeln Lava-Ströme. Den dramatiska valsen är ett utmärkt exempel på hur Johann Strauss försökte utnyttja aktuella evenemang för att öka allmänhetens intresse för sin musik och därmed maximera försäljningen av sina kompositioner. I denna strävan kunde han också räkna med sin förläggare, Carl Haslinger, som utrustade många av de första pianoutgåvorna av de nya Strauss-verken med fina omslagsillustrationer - i fallet med Lava-Ströme, en litograf som skildrar ett vulkanutbrott. Naturligtvis tilltalade titeln inte alla och i tidningen Geissei fick Strauss mothugg: "Vi vet inte om man måste uppfinna sådana krigstitlar för vals." Men åtminstone nådde Strauss det mål som han siktade efter: hela Wien talade om "balen i Vesuvius" och besöken på Sofiensaal blev fler och fler.
1872 skulle Strauss återanvända valsmelodin i sin Jubilee-Waltz och brodern Eduard tog med den i hyllningskompositionen i samband med 50-årsjubileet av Johann Strauss debut 1849: Blüthenkranz. Även allmänheten kom ihåg valsen och cirka 14 år senare spelades valsen i Strauss-konserterna i Volksgarten. Strauss meddelade gärna att detta gjordes med hänsyn till "önskemål från publiken".

## Om valsen
Som kompositör hade Johann Strauss åtagit sig en utmanande uppgift: att med hjälp av musik försöka skildra ett vulkanutbrott i den detaljerade inledningen till valsen. Själva valsmelodin föregås av en tonmålning på 105 takter som börjar med småmuller djupt nere i vulkanen, åtföljt av blixtnedslag och kaskader av utslungade stenbumlingar tills vulkanen slutligen exploderar och lavaströmmar forsar nedför vulkanens sidor och slukar allt i sin väg. Gradvis slutar allt i en lugn eftersats varpå den graciösa valsmelodin tar över.
Speltiden är ca 8 minuter plus minus några sekunder beroende på dirigentens musikaliska tolkning.

## Weblänkar
- Dynastin Strauss 1850 med kommentarer om Lava-Ströme.
- Lava-Ströme i Naxos-utgåvan.